# Niiza
Niiza (en japonès: 新座市, Niiza-shi) és una ciutat japonesa localitzada a la part meridional de la prefectura de Saitama. Fundada l'1 de novembre de 1970, és un suburbi de la metròpoli de Tòquio. L'àrea total és de 22,80km².
Niiza és coneguda per ser la població de residència del personatge d'animació Astroboy. També igual que Crayon Shin-chan a Kasukabe (Saitama), l'alcalde de Niiza li concedí el certificat de residència a aquest personatge d'animació.

## Geografia

### Barris
- Kurihara

## Administració
La composició de l'assemblea municipal de Niiza a 9 de febrer de 2019 és la següent:
| Partit | Partit                   | Partit | Regidors |
| ------ | ------------------------ | ------ | -------- |
|        | Seiwa-kai                | Ind    | 8 / 22   |
|        | Kōmeitō                  | KMT    | 7 / 22   |
|        | Partit Comunista Japonés | PCJ    | 4 / 22   |
|        | Shimin to Kataru Kai     | Ind    | 2 / 22   |
|        | Heisei Club              | Ind    | 1 / 22   |

L'actual alcalde del municipi és en Masaru Namiki, independent.